# Roland Dieuwou
Roland Dieuwou est un avocat camerounais, spécialiste du droit des affaires et de la propriété intellectuelle. Il s’engage également dans la vie politique camerounaise, notamment au sein du Mouvement pour la Renaissance du Cameroun (MRC).

## Biographie

### Enfance, éducation et débuts
Roland Dieuwou obtient une maîtrise en droit des affaires à l’Université de Yaoundé II en 2009. Il poursuit ses études par un DESS en droit du cyberespace africain à l’Université Gaston Berger de Saint-Louis, au Sénégal, en 2010-2011. Il obtient un Master 2 en droit des affaires à l’Université de Douala en 2012-2013. Il fait une thèse de doctorat en droit à l’Université de Douala.

### Carrière professionnelle
Avant d’intégrer le barreau, Dieuwou exerce pendant environ quatre ans en tant que juriste d’entreprise dans les secteurs de la microfinance et de la propriété intellectuelle. Il occupe les fonctions de responsable des affaires juridiques et contentieuses, de responsable des ressources humaines et des engagements. Il enseigne également le droit bancaire, le droit des sociétés et le droit du travail.
Admis au barreau du Cameroun en 2018, il est actuellement avocat au sein du cabinet HERITT Avocats à Montréal, où il occupe le poste de parajuriste/recherchiste en droit des affaires. Il est aussi chargé d’enseignement à l’Université des Montagnes de Bangangté, où il enseigne le droit pénal des affaires et le contentieux fiscal.

### Engagements associatifs et politiques
Dieuwou est membre de la Chambre de Commerce Québec-Afrique (CHAQUA), où il est nommé en 2022 responsable de la stratégie, des alliances et du réseautage. Il est aussi membre de l’Union des Jeunes Avocats du Cameroun (UJAC) et de l’Association Camerounaise des Avocats d’Affaires (ACAA),.
Sur le plan politique, il s’engage au sein du Mouvement pour la Renaissance du Cameroun (MRC), où il occupe la fonction de Secrétaire national chargé des affaires juridiques et judiciaires,. Il fait également partie de l’équipe de communication du parti,.

### Langues
Dieuwou parle couramment le français, l’anglais et le bamiléké (Nda’nda’ et fé’é fé’é).